# Ptenochirus
Ptenochirus és un gènere de ratpenats de la família dels pteropòdids que viuen a les Filipines. P. jagori es troba a gran part del país, mentre que P. minor només es troba a Mindanao i unes quantes illes al nord d'aquesta.
Ambdues espècies són comunes a les selves pluvials. P. jagori és una mica més gros que P. minor, però resulta difícil distingir-los per l'aspecte exterior. Aquest gènere és proper al gènere Cynopterus.